# 고흥여자중학교
고흥여자중학교(高興女子中學校)는 대한민국 전라남도 고흥군 고흥읍 남계리에 있는 공립 중학교이다.

## 학교 연혁
- 1965년 12월 24일 : 고흥여자중학교 인가(12학급)
- 1966년 3월 26일 : 개교 및 입학식
- 2023년 3월 1일 : 제22대 한운호 교장 부임
- 2025년 1월 8일 : 제57회 73명 졸업(졸업생 총 9,024명)

## 참고 자료
- 고흥여자중학교 - 한국교육학술정보원 학교알리미